# نوتر-دام-دو-بونسکور، کبک
نوتر-دام-دو-بونسکور (به فرانسوی: Notre-Dame-de-Bonsecours) شهری در منطقه شهری پاپینو ناحیه اوتاوه در استان کبک کانادا است. در سرشماری سال ۲۰۱۱ این شهر ۲۹۵ نفر جمعیت داشته‌است و مساحت آن ۲۶۵٫۷۵ کیلومتر مربع است.